# Clan irlandese
La società irlandese tradizionale era organizzata in clan, in base a legami di parentela, esattamente come accadeva per quella scozzese. La parola clan deriva infatti dal gaelico scozzese clann, "bambino", che sottolinea il senso di legame familiare. Il clan conferisce un senso di appartenenza e identità ai discendenti del medesimo ceppo famigliare.

## Storia
La parola irlandese clann è derivata dal latino planta, che significa appunto, pianta, germoglio, o più famigliarmente è usata per descrivere la progenie di una casata, i rampolli, o per estensione la razza o la discendenza. Ad esempio la famiglia O'Daly è poeticamente nota come Clann Dalaigh, da un remoto antenato chiamato Dalach.
La parola clann venne utilizzato nel tardo medioevo per cognomi plurali inizianti per Mac col significato di figlio di. Ad esempio, "Clann Cárthaigh" significa uomo appartenente alla famiglia dei MacCarthy e "Clann Suibhne" significa uomo della famiglia MacSweeny. La parola clann venne utilizzata anche per indicare un sottogruppo con un cognome più ampio, per i discendenti di un antenato comune come nel caso del Clann Aodha Buidhe o O'Neills di Clandeboy, il cui antenato fu Aodh Buidhe che morì nel 1298. Solitamente i vari clan, perché strettamente imparentati tra loro, avevano comuni interessi nella proprietà terriera su base territoriale, ma i suoi interessi politici erano tutelati da un capo, diverso per ogni famiglia.
Il sistema dei clan in Irlanda era di antichissima origine. Molti dei clan irlandesi traggono la loro origine da nomi di popolazioni o clan antichissimi come i Uí Briúin a Connacht, Eóghanachta e Dál gCais a Munster, Uí Neill a Ulster, e Fir Domnann a Leinster. All'interno di questi grandi raggruppamenti esistevano poi dei sept (divisioni) che, tramite la guerra e la politica, divennero più potenti di altre. Tra i clan che divennero più potenti in Irlanda e che vennero indicati col nome di "clan reali", segnaliamo gli Ó Conor a Connacht, i MacCarthy di Desmond e gli Ó Brien di Thomond a Munster, gli Ó Neill di Clandeboy nell'Ulster ed i MacMorrough Kavanagh a Leinster.
Il ruolo simbolico di Gran Re d'Irlanda era una carica onorifica che veniva concessa a rotazione ai capi dei vari clan reali elencati in precedenza. I clan più grandi o più importanti erano guidati da un Taoiseach, il cui status era equiparato a quello di un sovrano, mentre quelli minori erano guidati da un semplice capo che aveva la funzione di portavoce. Sotto la Brehon Law i capi dei clan irlandesi erano nominati dai componenti del clan stesso come custodi del clan e responsabili della gestione e della protezione delle proprietà del clan. Il sistema rimase invariato sino al XVI secolo.

## "Sept" o "clan"
Gli studiosi dei clan irlandesi talvolta sono stati discordi tra loro nel ritenere quale termine sia migliore per definire il concetto di clan, talvolta utilizzando la parola "clan", talvolta il significato di "sept". Storicamente, il termine sept non venne utilizzato in Irlanda sino al XIX secolo, secoli dopo l'eradicazione del sistema dei clan dall'Irlanda. La parola sept del resto è una parola inglese e viene più spesso utilizzata per indicare i clan minori più che i clan principali, o meglio quei clan che posero la loro residenza al di fuori del territorio originale del clan (gli O'Neill, i MacSweeney e gli O'Connor sono alcuni esempi). Septs e clan spesso appartenevano a gruppi più grandi, chiamati sovente "tribù" come nel caso dei Dál gCais, degli Uí Néill, degli Uí Fiachrach e degli Uí Maine. Lo storico Edward MacLysaght ha suggerito come spesso la parola inglese sept sia stata utilizzata per indicare i clan irlandesi ma nel contempo per differenziarli dal sistema centralizzato dei clan scozzesi. Malgrado ciò, il sistema dei clan irlandesi era basato su norme legislative precise che prendevano origine dalla Brehon Law, l'antico sistema legale irlandese precedente all'invasione dei normanni, che collassò con la conquista da parte dei Tudor. Ancora oggi ad ogni modo gli irlandesi utilizzano il termine "clan" per indicare una famiglia.

### La fine del sistema dei clan
Nel XVI secolo la common law inglese venne introdotta anche in Irlanda, assieme all'amministrazione regia centralizzata che andò a creare delle contee e degli sceriffi che, agendo territorialmente per conto del re, andarono a soppiantare le figure dei capi dei clan.
Quando il regno d'Irlanda venne costituito ufficialmente nel 1541, l'amministrazione di Dublino intendeva coinvolgere attivamente i vari capi gaelici nella nuova entità statale, creando nuovi titoli nobiliari come Conte di Tyrone o Barone Inchiquin. Nel processo a questi vennero concessi anche nuovi stemma a partire dal 1552. L'associata politica della rinuncia e restituzione implicò un cambio di successione secondo il sistema europeo della primogenitura, e non secondo il tanistry irlandese, dove un gruppo di cugini maschi di un capo potevano succedergli con regolare elezione. Questo cambiò il sistema di eredità che dovette essere adottato anche dai clan scozzesi tra XVII e XVIII secolo.
La prima metà del XVII secolo fu un periodo buio per l'Irlanda. Esso venne marcato dalla distruzione dell'antica aristocrazia gaelica irlandese con la riconquista Tudor dell'Irlanda e poi tramite la Plantation of Ulster. Nel 1607 i principali capi clan dell'Ulster lasciarono l'Irlanda per ottenere il supporto della Spagna contro gli inglesi protestanti ma non riuscirono ad ottenerlo, giungendo invece a Roma dove rimasero per il resto delle loro vite (vedi: Fuga dei Conti). Da questo punto in poi, le autorità inglesi poterono stabilire il loro predominio a Dublino e da lì controllare tutta l'Irlanda, portando ad un governo centralizzato e riuscendo a rendere inoffensivi anche i clan rimasti sull'isola.

### Sviluppi successivi e il "revival"
Ad ogni modo, malgrado la perdita delle terre tradizionali e l'emigrazione forzata al servizio dei vari monarchi cattolici d'Europa, lo spirito dei clan irlandesi rimase in vigore. Tale spirito tornò nel XX secolo quando un rinnovato interesse per la lingua e la cultura gaelica riportò alla luce l'antico passato dei clan.
Negli anni '40 del Novecento, Edward MacLysaght, Capo Araldo d'Irlanda, stilò una lista di 240 clan irlandesi, molti dei quali vennero "rifondati" proprio nella prima metà del XX secolo.
Nel 1989 venne costituita l'organizzazione indipendente "Clans of Ireland" da Rory O'Connor, capo del "clan O'Connor Kerry", col proposito di ricreare e mantenere un registro dei clan come era un tempo.

## Lista diclanirlandesi
| Clan                                                              | Progenitore | Clan titolare | Septs | Origine | Affiliazione                                          |
| ----------------------------------------------------------------- | --- | --- | --- | --- | ----------------------------------------------------- |
| Clan Neill                                                        | Niall Caille | Ó Néill Mór (O'Neill) | Mac Lochlainn (McLaughlin), Mac Bearáin (Barron), Mac Seáin (McShane o Johnson), Mac Suibhne (MacSweeney, MacSwyn, Swain, Swine), Ó Doibhlín (Devlin Swordbearer di O'Neill), Mac Giolla Easbaig (Gillespie, MacAnaspie, Bishop), Mac Íomhair (MacIver, MacKeever, MacUre, Orr), Mac Ladhmainn (MacClement, Lamond, Lymon, MacLamont o Clements), Mac Conmidhe (MacNamee, MacConamy, MacMeadh, Mee), Mac Néill (Mac Niall), Mac Eoghain (MacKean, MacKeon), famiglia O'Higgins (di Ballynary) | Contea di Tyrone | Cenél nEógain                                         |
| Clan Domhnaill                                                    | Domnaill m. Muircherdaich m. Muiredaich m. Éogain m. Néill Noígiallaig | Ó Donngaile Mór, capo di Ballydonnelly, maresciallo ereditario dell'Ulster (O'Donnelly)                                                       | Ua [Fh]laithbheartaigh (Flaherty, Flaverty, Laverty, Lafferty) | Ballydonnelly, Contea di Tyrone | Cenél nEógain                                         |
| Muintír-Birn                                                      | Birnn m. Ruadrach m. Murchada m. Máel Dúin m. Áeda Alláin | Mac Ruaidhrí (MacRory, [Mac]Rogers) | Mac Murchadha (MacMorrow, Morrow, Murrow, Murphy, MacMurphy, Morrowson) | Strabane | Cenél nEógain                                         |
| Cenél Fergusa                                                     | Fergusa m. Éogain m. Néill Noígiallaig | Ua hÓgáin ('O'Hagan') | O'Quinns, Ua Mael Fhabaill (Mulfoyle, et al.) and O'Mallons (O'Mellans) | Dungannon | Cenél nEógain                                         |
| Cairrge Brachaidhe                                                | Brachaidi Mac Diarmada | Ua Maol Fhábhaill (Mulfaal, Mulfavil, MacFael, Mulfoyle o Mac Paul)                                                                           | Carrichbrack (Carrickbraghy) nella baronia di Inishowen West, contea di Donegal. | - | Cenél nEógain                                         |
| Cenél mBinnigh                                                    | Eochach Binnich m. Éogain m. Néill Noígiallaig | Ua hAghmaill (O'Hamill), Teallach Duibhbrailbe                                                                                                | Ua Brolaigh, herenaghs di Tech na Coimairce e Clonleigh | Glenconkeine, baronia di Loughinsholin | Cenél nEógain                                         |
| Cenél Moen                                                        | Maein m. Muireadaigh m. Éogain m. Néill Noígiallaig | Ó Gairmleadhaigh (O'Gormley) | O Duineachaidh, Ó Croidheáin (O Crean), Ó Lúinigh (O Lunny), O'Tierney (Ó Tiarnaigh), O'Kelly (Ó Ceallaigh), O'Cernaghan (Ó Cearnacháin), O'Garvey (Ó Gairbhith), MacDonaghy (Mac Donncha), Ó Peatáin (O'Patton o Peyton) e Ó Luinigh (o O'Loony) | Magh Itha nella baronia di Raphoe, contea di Donegal | Cenél nEógain                                         |
| Cenél Fearadhaigh                                                 | Feradaich m. Éogain m. Néill Noígiallaig | Mac Cathmhaoil | McCaul, McIntyre, McGilbride, O'Bradley, McDonald, McAlister, McSorley, McGilpatrick, McGilchrist, McAleese, McFarland, McGivern, McConnell, McDaniel, McDonnell, McIver | Clogher, contea di Tyrone | Cenél nEógain                                         |
| Cenél Tigernaich                                                  | Tighearnach m. Muireadaigh m. Éogain m. Néill Noígiallaig | Ó Maolfothartaigh (O'Mulfoharty), e Ó hEodhasa (O'Hosey)                                                                                      | - | Contea di Tyrone | Cenél nEógain                                         |
| Cenél Conchobhair                                                 | Conchobhar m. Fearghaile m. Maol Dúin m. Maol Fithrich m. Aodha Uairidnaigh | Ó Cathain (O'Kane, Ó'Cahan) | O'Maoláin (O'or McMullan), Mac Bloscaidh (MacCloskey) | Signori di Creeve (area di Coleraine, contea di Londonderry) e Keenaght | Cenél nEógain                                         |
| Cenél Drugain                                                     | - | Ó Cathain (O'Kane, Ó'Cahan) | O'Maoláin (O'or McMullan), Mac Bloscaidh (MacCloskey), Mac Auslain (MacCausland, Scotland), Mac Aibhne (MacEvany, MacAvenue, MacAvinney, MacAvinny, MacEvanny), Mac Einrí (Henry), Ó Maoilmheana (Mulvaney, Mulvane, Mulvany), Ó Maoilmhíchíl (Mulmeel), Ó Muireadhaigh (Murray, Morie), Ó Cuaig (Quigg Fivey, Kegg, Quig), Ó Cuinn (Quinn, Quin, Qwin), Ó Tanaidhe (Tanny, Tannay, Tanney, Tannie, Taney), Mac Bháltair (MacWhirter, Scozia). | Signori di Creeve (area di Coleraine, contea di Londonderry) e Keenaght | Cenél nEógain                                         |
| Cenél Diarmatta o Clandermot                                      | Cearallán m. Baoighill m. Diarmada m. Conchobhair m. Fearghaile m. Maol Dúin m. Maol Fithrich m. Aodha Uaridnaich | Ó Cairealláin, (O'Carolan) | Mac Ettigan (Mac Eitigen) | Parrocchia di Clondermot nella contea di Londonderry | Cenél nEógain                                         |
| Cenél Aonghusa                                                    | Conteso tra O Fheidlimid, O Corbmac, O Dallan, O Oilill, O Oenghus | - | - | Baronia di Clogher, contea di Tyrone | Cenél nEógain                                         |
| Clan Luighdech o Sil Lugdach                                      | Lugdach m. Sétnai mic Fergus m. Conaill Gulban m. Néill Noígiallaig | Ó Domhnaill (O'Donnell) | Uí Baoighill (O'Boyles) e Uí Dochartaigh (O'Dohertys, capi di Arda Midhair o Ardmire, nella valle del Finn) Ua Cairbre, Ó Duibhne (DEENY DEANY, DEENEY, DENNY, PEOPLES), Ó Daighre (DEERY, DARRY, DERRY), Mac Dailredochar (DOCKERY DOCKREY, DOCKRY), Ó Dunáin (DOONAN DONAYNE, DONNAN), Ó Dubhthach (Doohey), Ó Glacáin (Glacken), Mac Reannacháin (GRANAHAN, CRENAHAN, CRENAGHAN), Ó hEarghaile (HARLEY HARREL, HARRILY, HERAL), Ó hEigneacháin (HENEGAN HANAGHAN, HANNIGAN), Ó hOireachtaigh (HERAGHTY,ERACHTY, ERRARTY), Mac Meanman (MacMENAMIN, MacMENAM, MacMENAMY), Mac Maongail (MacMONAGLE, MONEYGAL), Ó Coigligh (QUIGLEY, QUIGLY, COGLEY, KEGLEY, TWIGLEY, QUIGG), Mac Robhartaigh (Roarty), Ó Robharcháin (ROWAN, RAGHAN, ROANE, ROHAN, ROUGHAN), Ó Scannail (SCANNELL, SCANLAN), Ó Toráin (TARRANT, TORAN, TORRENS), Mac Muircheartaigh (BREARTY, MacBREARTIE, MacMURTY), Mac Giolla Comhghaill (COYLE COWLE, MacILHOYLE, MULCOYLE), Ó Cromlaoich (CRUMLEY CROMLEY, CRUMLISH, CRUMMELL) | Parte settentrionale della Contea di Donegal | Cenél Conaill                                         |
| Arda Midhair                                                      | Lugdach m. Sétnai mic Fergus m. Conaill Gulban m. Néill Noígiallaig | Ó Dochartaigh (O'Doherty) | Mac Giolla Brighdhe (MacBRIDE, GILBRIDE, KILBRIDE, MUCKLEBREED), Mac Eachmharcaigh (MacCAFFERTY MacCAFFERKY, MacCAVERTY), Mac Daibhí (MacDAVITT, MacDADE, MacDAID, MacDEVITT) | Inishowen, Contea di Donegal | Cenél Conaill                                         |
| Cenél mBógaine                                                    | Énnae Bóguine m. Conaill Gulban m. Néill Noígiallaig | - | - | Tír Boghaine (baronia di Banagh, e parte della baronia di Boylagh, nella contea di Donegal) | Cenél Conaill                                         |
| Cenél Aedha                                                       | Aedha m. Ainmirech m. Setna m. Ferghusa cennfhoda m. Conaill Gulban m. Néill Noígiallaig | Ó Maeldoraidh, Ó Canannáin (O'Cannon) | Ó Gallchobhair (O'Gallagher) | Baronia di Tirhugh, alias Tír Aedha, nella contea di Donegal | Cenél Conaill                                         |
| Cenél Duach                                                       | Tigernach Duí (Duach), son of Conall Gulban | - | - | - | Cenél Conaill                                         |
| Cenél Chindfaoladh                                                | Baighill m Bradagain m Muirchertaigh m Cindfhaeladh | Ua Bhaeighill (O'Boyle) | - | Tir Ainmireach (attorno ad Ardara), Three Tuatha (attorno a Falcarragh e Kilmacrennan) e baronia di Boylagh nella contwa di Donegal | Cenél Conaill                                         |
| Muintir Dalachain                                                 | Baoighill m Bradagáin m Muirchertaigh m Cindfhaeladh | Ó Cearnacháin (e.g. Kernaghan) and Ó Dalachain                                                                                                | - | Tuath Bladhach (Bladhaigh) anglicizzato in Tuath Doe (oggi Creeslough & Dunfanaghy), a sud di Ros-Iorguil (oggi Downing's & Carrigart) contea di Donegal | Cenél Conaill                                         |
| Cenél Eanna                                                       | Eanna (Enda), figlio sestogenito di Conall Gulban | - | Hanna, Hainey, Haney, Heaney (O'hEighnigh) (Ó hAnnaidh) | Re di Magh Ith, Tir Eanna e Fanad nell'attuale contea di Donegal. | Cenél Conaill                                         |
| Cenél Endai                                                       | Enda, figlio minore di Niall dei Nove Ostaggi | Ua Lapáin (O'Lappin, Delap) e Aa h-Eicnechan (O'Heneghan)                                                                                     | Ua Bresleáin (O'Breslen o Breslin) | Il fiume Errity a Barnesmore, baronia di Tir Hugh, verso Sruell nella baronia di Banagh, contea di Donegal. Parrocchia di Aughnis, baronia di Kilmacrenan | Uíbh Néill a' Tuaisceart                              |
| Cenél Cairpri                                                     | Cairbre, figlio di Niall dei Nove Ostaggi | Ó Maolchloiche (O'Mulclohy), nome successivamente tradotto impropriamente con Stone                                                           | Ua Bresleáin (O'Breslen o Breslin) | "Críoch Cairpre Droma Cliab" a nord della contea di Sligo e a nordest della contea di Leitrim. Baronia di Carbury a nord di Sligo. | Uíbh Néill a' Tuaisceart                              |
| Síl Aedha Eaniagh                                                 | Cairbre, figlio di Niall dei Nove Ostaggi | O'Murchada, O'Murphy | O'Mellon | Baronia di Strabane, contea di Tyrone. | Uíbh Néill a' Tuaisceart                              |
| Conmaicne Cuile Toladh                                            | Findchóem (Traech mac Causcraid, o Fráech mac Cúscraigh) m. Cúmscrach (noto anche come Cumascrach) | Ó Talcharain (TOLLERAN, TALLERAN, TALRAN, TOLRAN)                                                                                             | Ó Calarain (COLLERAN), Ó Morann (O'Moran), Ó Martain (Martin o Martins) | Baronia di Kilmaine, Contea di Mayo. | Conmaicne                                             |
| Conmaicne Mara                                                    | Conmaic (a quo Conmaicne) m. Oirbsen Máir (a quo Loch n-Oirbsen)... Fergus mac Roich | Úa Cadhla (O'Queally o O'Kealy) | Mac Conghaile (Conneely, MacNeela), Ó Clochartaigh (Cloherty o Stone), Ó Dubháin (Devany), Mac Fualáin\Ó Cualáin (FOLAN, FOLAND, FOLANE). | Connemara, nella parte occidentale della Contea di Galway. | Conmaicne                                             |
| Conmaicne Críchi Meic Eircce                                      | Fraech, figlio di Cumscrach | - | - | Kilconickny, Contea di Galway | Conmaicne                                             |
| Conmaicne Mide la Cuirccne                                        | Copchass, discendente da Conmac, figlio di Orbsen mor | - | - | Quirene, nome antico della baronia di Kilkenny occidentale, Contea di Westmeath. | Conmaicne                                             |
| Conmaicne Bec                                                     | Conmaic (a quo Conmaicne) m. Oirbsen Máir (a quo Loch n-Oirbsen)... Fergus mac Roich | Ua Tolairg (O'Toler) | - | Quirene, Contea di Westmeath. | Conmaicne                                             |
| Muintir Eolais                                                    | Finer, figlio di Cúmscrach (noto anche come Cumascrach) | Mac Raghnaill, Mac Rannall (Reynolds o MacGrannell)                                                                                           | Ó Mughroin (MORAN, MORAINE, MORANE, MOREN, MORRIN, MORYNE), Mac Searraigh (HERRY, SHARRY, FOALEY) | Baronie di Leitrim di Mohill e Leitrim | Conmaicne di Magh Réin                                |
| Tellach Cearbhallan                                               | Finer, figlio di Cúmscrach (noto anche come Cumascrach) | Maoil Mhiadhaigh (Mulvey) | Ó Beigléighinn (BEGLIN, BEGLAN, BEGLAIN, BEGNAL, BEGLANE, BIGLANE, BEGLEN, BEGLLIN, BIGLAN, BEGLYN), Ó Bardain (BODEN), Ó hEolusa (HALLISSY), Ó Muiredaigh (MURRAY, MORIE, MORRA, MORRIE, MOREY, ÓMORY, MURRY, MURRIE), Ó Cuirnin, ollamh (CURNIN, CURNAN, CURNEN), Ó Maolghuala (MULHOOLY, HOOGHLEY, MULHOOGHLEY, MULOOLEY), Mac Mioluic (MULLOCK MacMEELICK, MacMOLEG, MOOLICK, MULLICKE, MULOCK) | Baronie di Leitrim di Mohill e Leitrim | Muinter Eolais, Conmaicne di Magh Réin                |
| Cenel Luachain                                                    | Luachan, figlio di Onchu, e IV discendente di Cumscrach | Mag Dorchaidh o Mac Dorchaidhe (Mac Dorcy, Darcy, Dorcey, MacGourkey)                                                                         | Ó Dunain (DOONAN DONAYNE, DONNAN, DOONANE, DOUNAN, DUNNAN, DYNAN), Ó Ciardubhain (KEARON, KERRANE, KERRIVANE, KERWAN, KIRRANE) | Parrocchia di Oughteragh, baronia di Carrigallen, contea di Leitrim del sud | Conmaicne di Magh Réin                                |
| Cenel Calbrainn                                                   | - | - | - | Contea di Leitrim | Conmaicne di Magh Réin                                |
| Cenel Faelgusa                                                    | - | - | - | Contea di Leitrim | Conmaicne di Magh Réin                                |
| Clann Finoicci o Sil Findellaig                                   | Discendenti di Finoicc, seconda moglie di Findellach, figlio di Neidhe, quinto discendente di Cumscrach | - | - | Contea di Leitrim | Conmaicne di Magh Réin                                |
| Cenél Cromáin                                                     | - | - | - | Contea di Leitrim | Conmaicne di Magh Réin                                |
| Cenél Faelchon                                                    | - | - | - | Contea di Leitrim | Conmaicne di Magh Réin                                |
| Tellach Finnachan                                                 | - | - | - | Contea di Leitrim | Conmaicne di Magh Réin                                |
| Síl Maelefithrig                                                  | - | - | - | Contea di Leitrim | Conmaicne di Magh Réin                                |
| Clann Fermaighe                                                   | Findellach, figlio di Neidhe, e quinto discendente di Cumscrach | Mac Cogadhain o Mac Acadhain (Mac Cogan) | - | Glenfarne nella parrocchia di Cloonclare nelle baronie di Dromahaire e Rosclogher, contea di Leitrim. | Conmaicne di Magh Réin                                |
| Muintir Geradháin                                                 | - | Mag Fhionnbhairr (Mac Ginver, Gaynor, o Finnevar)                                                                                             | - | Lough Gowna nella contea di Longford | Conmaicne di Magh Réin                                |
| Muintír Giollagáin                                                | Razza di Rudhraigh, sul medesimo piano dei Mag Raghnaill di Muinter Eolais | O Cuinn (O'Quin) | - | Teathbha, baronie di Moydow e Shrule, contea di Westmeath | Conmaicne di Magh Réin                                |
| Muintir Anghaile                                                  | - | Ua Fearghaile (O'Farrell) | Mac Gofraidh (MacSHAFFREY, GEOFFREY, JEFFRIES, SHEFFRY), Mac Concaille (MacCONCAILLE MacCONKEEL, MacENHILL, WOODS), Mac Conmhaic (CONNICK, CONNOCK, CONWICK), Mac Tadghan (KEEGAN KEAGHAN, KEAHAN, KEEHAN), Mac Cú Shléibhe (MacLEAVY MacALEAVY, MacCLEEVEY), Mac Murchadha (MacMORROW, MURROGH, MURROW, MORROGH, MORROW), Mac Seáin (MacSHANE, JOHNSON), Ó Súilleabháin (SULLAHAN SOOLAHAN, SULLEHAN, SULLIHAN), Ó Tormaigh (TORMEY, TARMEY, TORMAY). | Annualmente nella contea di Longford | Conmaicne di Magh Réin                                |
| Síol Faolcháin                                                    | Éogan Cáech (Síl Mella,), figlio di Nath Í, e pronipote di Éana Cionnsealach | Mac Murchadha (MacMurrough, Kinsella), Kavanagh (Mac Murchadha Caomhánach o Ó Caomhánaigh). L'attuale capo è William Butler Kavanagh (Galles) | Ua Finnthighearn (Finneran), Mac Bhadach (VADDOCK, MADDOCK, WADDICK, WADDOCK), Mac Dáibhí Mór (DAVIDSON, DAVIS, DAVYMORE, MacDavie More), Ó Dúnlaing (DOWLING, DOOLAN, DOOLEN, DOWLAN, DUNLANG; Síol Elaigh sept | Sud di Wicklow e nordest di Wexford | Uí Chionnsealaigh                                     |
| Síol Faolcháin                                                    | Éogan Cáech (Síl Mella,), figlio di Nath Í, e pronipote di Éana Cionnsealach | Mac Murchadha (MacMurrough, Kinsella), Kavanagh (Mac Murchadha Caomhánach o Ó Caomhánaigh). L'attuale capo è William Butler Kavanagh (Galles) | Ua Finnthighearn (Finneran), Mac Bhadach (VADDOCK, MADDOCK, WADDICK, WADDOCK), Mac Dáibhí Mór (DAVIDSON, DAVIS, DAVYMORE, MacDavie More), Ó Dúnlaing (DOWLING, DOOLAN, DOOLEN, DOWLAN, DUNLANG; Síol Elaigh sept | Sud di Wicklow e nordest di Wexford | Uí Chionnsealaigh                                     |
| Síol aElaigh                                                      | - | Ó Gaotháin (GAHAN) | Ó Niall, Ó Dúnlaing | Sud di Wicklow e nordest di Wexford | Síol Faolcháin, Uí Chionnsealaigh                     |
| Uí Felmeda Thes                                                   | - | Úa Murchadha o MacMurchadha (O'Murroughe, Murrowe, Morrow, Murrow o Murphy) capi di Crioch O'Felme o Hy-Feidhlme [Hy-Felimy]                  | Ó Gairbhain (GARVAN, GIRVAN) | Offelimy, oggi baronia di Ballaghkeen, nella contea di Wexford. Castello di Oulartleigh | Uí Ceinnselaig                                        |
| Uí Felmeda Tuaidh                                                 | Oilioll mac Muiredaig, alias Ui Onchon | O'Garvey | - | Tulach Ua Felmedha, noto come Tullowphelim, divenne il nome della parrocchia di Tullow. Rathvilly, contea di Carlow | Uí Ceinnselaig                                        |
| Sil Chormaic (Clann Cormaic)                                      | Cormaicc m. Nath Í m. Crimthaind m. Énnai Ceinselaig | - | - | Bacino del fiume Slaney nella contea di Wexford, demanio reale di MacMurrough attorno a Ferns, e baronia di Scarawalsh | Uí Ceinnselaig                                        |
| Sil Máeluidir                                                     | - | Ua hArtghaile (Hartley) | Ó Foirtcheirn (FORTUNE, FORTIN), Ó Laidhgnen (LYNAN,LYNAGH'LEEGYAN'), (o Ui Deagha), Ó Cuilen (Cullen) | Baronie di Shelmalier nella contea di Wexford | Uí Ceinnselaig                                        |
| Uí Fergusa                                                        | - | - | - | - | Uí Ceinnselaig                                        |
| Clann Guaire                                                      | - | - | - | - | Uí Ceinnselaig                                        |
| Clann Fiachu meic Ailella                                         | - | - | - | - | Uí Ceinnselaig                                        |
| Uí Muiredaig                                                      | Discendenti di Ughaire, re di Leinster (m. 956), Muiredaig m. Murchada m. Bráen (m. 693) | Ua Tuathail (O'Toole) | Ua Lorcáin | Baronie di Kilkea and Moone, Narragh and Reban East e West, e parti di Connell, nella contea di Kildare, oltre alla metà occidentale di Uí Mail, nella contea di Wicklow. | Uí Dúnlainge                                          |
| Uí Dúnchada                                                       | Gillai Mo Cholmóc m. Cellaich m. Dúnchada m. Lorccáin m. Fáeláin m. Muiredaig m. Bróen m. Fáeláin m. Cellaich m. Dúnchada m. Murchada. | Mac Gilla Mo-Cholmóg (FitzDermot or COLEMAN)                                                                                                  | Ó Duibhghin (Dugan), Ó Tadhgain (TEAGAN, TEEGAN) | La terra tra il fiume Liffey ed i monti di Dublino | Uí Dúnlainge                                          |
| Uí Fáeláin                                                        | Fáeláin m. Murchada m. Find m. Máel Mórda m. Muirecain m. Diarmata m. Rhuadri m. Fáeláin m. Murchada m. Bráen | Ó Broin (O'Byrne) | MacEochaidh (MacKeogh) | Crioch Bhranach, e includeva la baronia di Newcastle con parti delle baronie di Ballinacor e Arklow. | Uí Dúnlainge                                          |
| Uí Fergusa                                                        | Fergus figlio di Dúnlang, figlio di Enna Nia, figlio di Bressal Bélach, figlio di Fiachu Baicced, figlio di Cathir Mor. | - | - | Il territorio tradizionale si trovava subito ad ovest di Dublino prima dell'arrivo dei vichinghi, mentre secondo altre fonti il loro territorio era compreso tra il fiume Liffey e Cualand. | Uí Dúnlainge                                          |
| Uí Briúin Cualand                                                 | Brian, figlio di Enna Nia, figlio di Bressal Bélach, figlio di Fiachu Baicced, figlio di Cathir Mor | Ó Coscrach (Cosgrave, o Cosgrove) | - | Baronie di Ballinacor North e Rathdown, nella contea di Wicklow, e la metà meridionale della baronia di Rathdown, nella contea di Dublino. | Dál Niad Cuirp                                        |
| Uí Máeli Tuile                                                    | Fiachu Ba h-Aiccid, figlio di Cathaír Már | - | - | - | Dál Niad Cuirp                                        |
| Uí Bairrche                                                       | Dáire Barraig m. Cathaír Máir | Mac Gormain (GORMAN) | Mic Raith (MacGRATH), Ó Tresaigh (TRACY, TRASSY, TRACIE), Ó Duibhin (Duffin) | Signore di Bargy a Slievemargy, Laois | Dál Niad Cuirp                                        |
| Uí Bairrch Maige hAilbe                                           | Da Eochu Guinech ... Dáire Barraig m. Cathaír Máir | - | Úi Briccne, Úi Cellaig, Úi Scatháin, Úi Cutlacháin, Úi Máeláin ("Mullen, Moylan, McMullen"), Úi Dobágu, Úi Fólachtáin, Úi Chommáin (Comane), Úi Gobbáin (Gowan), Úi Nárbotha, Síl Saichtha, Úi Canáin (Cannon?), Úi Conamla, Úi Crítáin, Úi Drescáin (o Úi Treascáin),Úi Émíne, Úi Pecclíne (Pelan ?), Úi Taidc (Teige), Úi Bóeth (vedi Úi Meic Barddíne), Úi Brandubáin (Braniff), Úi Brénaind (Brennan?), Úi Briúin ("Breen, Brown, Burns") | Baronie di Slievemargy nella contea di Laois, parto di Idrone nella contea di Carlow, e Kilkee e Moone nella contea di Kildare | Dál Niad Cuirp                                        |
| Uí Bairrche Mag Argetrois                                         | Dáire Barraig m. Cathaír Máir | - | - | L'antico nome di Ballyragget a Kilkenny era Dún Tulach Uí mBairrche (Tullabarry/Tulacbarry) | Dál Niad Cuirp                                        |
| Uí Bairrche Magh dá chonn                                         | Dáire Barraig m. Cathaír Máir | Úi Fétháin | Ui Cearnaigh i Muigh Dha Chonn (O’Carny, O’Kearney) | Moyacom di Carlow orientale | Dál Niad Cuirp                                        |
| Uí Bairrche Maige Dergráith                                       | Dáire Barraig m. Cathaír Máir | - | Úi Amsáin, Úi Crítáin, Úi Bodbáin, Úi Brócáin (O’Brogan), Úi Buidechair | - | Dál Niad Cuirp                                        |
| Uí Bairrche Tíre                                                  | Féicc... Dáire Barraig m. Cathaír Máir | Uí Treasaigh | Úi Dímatáin, Úi Mincháin, Síl Rossa mc Muiredaig, Úi Senáin, Úi Móenaig (Mooney), Úi Rónáin (Ronane o Royane), Úi Cuilíne (Cullen) dia fail Diarmait Glinni Uissen, Síol Cumaine (Cummin), Úi Cutlacháin dia fail Diarmait Glinni Uissen, Úi Dobágu, Úi Móenacháin (Mangan), Ui Nialláin (Nealon) | Baronia di Bargy | Dál Niad Cuirp                                        |
| Uí Crimthainn Áin                                                 | Crimthaind Áin m. Cathaír Máir | O'Duff | - | Dún Masc (roccia di Dunamase) | Dál Niad Cuirp                                        |
| Uí Failge                                                         | Donnchad mc Con Faifne m. Murchertaig m. Congalaig m. Duind Slébi m. Brógarbáin m. Conchobuir m. Find m. Máel Mórdae m. Conchobuir m. Flannacáin m. Cináeda m. Mugróin m. Óengussa m. Flaind m. Díumasaig m. Forannáin m. Congalaig m. Máel h-Umae m. Cathail m. Éogain Bruidne m. Nath Í m. Rossa Failgi m. Cathaír Máir.                                       | Ua Conchobair Failghe (O'Connor Faly) | O Caomhanaigh, O Tuathalaigh, O Branaigh, Mac Giolla Phadraig, O Duinn, O Diomasaigh, O Duibhidhir, muinntear Riain, Mac an Chrosain (MacCROSSAN), Ó hEimhin (HEAVEN EVANS, EVINS, HEAVAN), Ó hUidhrin (HEERIN, HEERAN, HEERANE, HEFFRON, HERANE, HEVERIN, HYRANE), Ó Reachtabra (RAFTER RAFFTER, RAFTERY, RAFTIS, RAGHTORE, WRAFTER), Ó Seabhlain (HEVLIN, SHOVELIN, TEVLIN), Mac Spealáin (SPILLANE, SMOLLEN, SPALANE, SPELLAN, SPELMAN), Ó hAimhergin (ERGIN, BERRIGAN, BERGAN, HAMERGIN), Ó Breacain (BRACKEN), Ó Conarain (CONDRON, CONDRAN, CONDRIN, CONERAN, CONORAN), MacConnla (CONLEY CONLY, CONNLA) | Il territorio di Ui Failghe o Ophaley compreso nelle seguenti baronie: Geshill nella King County; Upper Philipstown e Lower Philipstown nella King's County; Warrenstown e Collestown nella medesima contea; Ophaley o Offaley nella contea di Kildare; Portnahinch e Tinahinch nella Queen's County. | Dál Niad Cuirp                                        |
| Uí Riagáin                                                        | Cerball & Mac Tíre dá m. Con Bladma m. Con Allaid m. Fidallaid m. Duinn m. Duibgilla m. Máel Finne m. Riagáin m. Cináeda m. Mugróin m. Flaind. | Ó Riagain (O'Regan e O'Dunne) | - | La baronia di Tinnahich, parte settentrionale della baronia della contea di Leix (Laois) | Uí Fáilghe                                            |
| Clann Máellugra o Cenél Maoilughra, Clanmalier                    | Flann m. Máel Ruanaid m. Cellaich m. Máel Augra m. Conchobuir m. Áeda m. Tomaltaich m. Flaind m. Díumasaich m. Congaile m. Forannáin m. Congaile m. Máel h-Umai m. Cathail m. Bruidge m. Nath Í m. Rosa Failgi. | Ua Díomasaigh (Dempsey) | Ó Bearghda (BARRY, BEARY), Ó Maoil Eimhin (MULLAVIN MALLAVIN, MacLAVIN, MULLEVANE, MULLEVEN, MULLIVANE, Ó Coinin (CONINE, CUNEEN, KINANE, KINNEEN) | La baronia di Upper Philipstown nella King's County e la baronia di Portnahinch nella Queen's County. | Uí Fáilghe                                            |
| Clann Colgcan (Clann Cholgaín)                                    | Domnall Úa Óengusa m. Áeda m. Uallacháin m. Taidgc m. Uallacháin m. Taidgc m. Domnaill m. Óengusa m. Cummascaig m. Colgcan m. Mugróin m. Flaind Dá Chongal m. Díumasaich m. Forannáin m. Congaile m. Máel h-Umai m. Cathail [m. Éogain] m. Bruidge m. Nath Í m. Rosa Failgi m. Cathaír Máir.                                                                     | Ua hAonghusa (O'Hennessy) | Ua hUallachain (O'Holohan or O'Houlihan), Uí Rotaidi, Uí Muricáin, Uí Bróen, Uí Cholgan, Ó Mael Eidigh (MULEADY, MALADY, MALLEW, MELODY, MILEY, MILLEA), Ó Maolagain (MULLIGAN, MILLICAN, MILLIKAN, MILLIKEN), Mac Cochlainn (COLGAN) | Baronia di Lower Philipstown, contea di Offaly | Uí Fáilghe                                            |
| Ui Mealla                                                         | Rosa Failgi m. Cathaír Máir. | Ó Finnthighearn (FINNERAN, FANARAN) | Mac an Bhaird (Ward) | Uisneach, oggi a Galway e Roscommon | Uí Fáilghe                                            |
| Maigh Aoife                                                       | Rosa Failgi m. Cathaír Máir. | - | Ó Moenaigh (MOONEY, MAINEY, MEONA, MOONY), Ó Mughron (MORAN, MORAINE, MORANE, MOREN, MORRIN, MORYNE, MOURANE, MURRAN), Ó Muireagain (MORGAN MORRIGAN, MURCAN, MURGAN, MERRIGAN) | Parsons di Ballymooney, Geasehill, Offaly | Uí Fáilghe                                            |
| Uí Enechglaiss                                                    | Dúnlang m. Fiachrach m. Fínnsnechtae m. Cináeda m. Cathail m. Fiachrach m. Dúnchada m. Dúnlaing m. Dúngalaig m. Thuamín m. Máel Doborchon m. Dícolla m. Éogain [m. Beraig] m. Muiredaig m. Amalgada m. Nath Í m. Bressail Enechglais (a quo Uí Enechglais) m. Cathaír Máir.                                                                                      | Ua Fiachrach (O'Feary, FEERY, FEIGHRY, FEHERY, FEEREY, HUNT)                                                                                  | - | Sud di Arklow nella contea di Wicklow | Dál Niad Cuirp                                        |
| Uí Drona                                                          | Labraid Laidech, figlio di Bressal Bélach, figlio di Fiachu Baicced, figlio di Cathair Mór | Ó Riain (RYAN, ROYNE, RYNE, RYANE) | Ó Domhnaill (DONNELL, DANIEL, DANIELS), Ó Dubhgilla (DOYLE DOWALL, DOWILLA, DOYAL), Ó hEideain (HAYDEN HAYDAN, HAYDON, HEADON, HEDANE, HEDIAN, HEYDON) | Baronie di Idrone orientale ed occidentale nella contea di Carlow | Dál Niad Cuirp                                        |
| Uí Cheithig o Uí Ceataigh                                         | Ailill Cétach (Cethech), figlio di Cathair Mór | Ó Ceatfadha (KEATY, KEATHY) | - | Baronie di Ikeathy and Oughterany nella parte nord della contea di Kildare (Cenel n-Ucha e Uachtar Fine, rispettivamente). Crích na Cétach: baronie di Warrenstown, contea di Offaly e la vicina Upper Moyfenrath, contea di Meath.                                                                   | Dál Niad Cuirp                                        |
| Cinel Uchae                                                       | - | - | Ó Coscrach (COSGRAVE, COSGROVE, COSKRY, CUSKER,), Ó Beaghain (BEHAN, BEAGHAN, BEAN, BEEGAN, BEGGANE, BEHANE, BIGANE, BIGGANE,BIGGINS, LITTLE), Ó Cobthach (COFFEY COFFEE, COFFIE, COFFY, COWEY, COWHEY, COWHIG), Mac Fhogartach (GOGARTY, GOGERTY, GOGGARTY) | Baronie di Ikeathy and Oughterany nella parte nord della contea di Kildare (Cenel n-Ucha e Uachtar Fine, rispettivamente). Crích na Cétach: baronie di Warrenstown, contea di Offaly e la vicina Upper Moyfenrath, contea di Meath.                                                                   | Dál Niad Cuirp                                        |
| Uí Dergmosaich h-ic Áth Chliat                                    | Dergmosach m. Cathaír Már | - | - | Áth Chliath | Dál Niad Cuirp                                        |
| Uí Luascán                                                        | Fergus Luascán m. Cathaír Már | - | - | - | Dál Niad Cuirp                                        |
| Uí Timmíne                                                        | Eochu Timmíne m. Cathaír Már | - | - | - | Dál Niad Cuirp                                        |
| Uí Máil                                                           | Maine Máil m. Feidelmid Fir Aurglais m. Corbmaic Gelta Gáeth m. Niad Cuirb (Nia Corb) m. Con Corb (Cu Chorb) | Uí Ceallaig Cuallan (O'Kelly di Dublino/colline di Wicklow)                                                                                   | Uí Theig or Ó Taidhg (O'Tighe) | The Glen of Imaal, contea di Wicklow | Dál Niad Cuirp                                        |
| Uí Deaghaidh                                                      | Labraid Laidech, figlio di Bressal Bélach, figlio di Fiachu Baicced, figlio di Cathair Mór | Ó hAedha (Ó Hea,O'Hay or Hughes) | - | Limerick Hill (Luimnech) a nord della contea di Wexford, baronia di Gorey | Dál Niad Cuirp                                        |
| Uí Cormaic Luisc                                                  | Corbmaic m. Con Corb (clan di Cormac Losc) | - | - | Parte sud della baronia della contea di Kildare, baronia di Kilkea and Moone. | Laighin                                               |
| Uí Buide                                                          | Echthigern m. Donngusa m. Mencossaig m. Máelgairb m. h-Uargusa m. Buide (a quo Uí Buide) m. Laidcnén m. Cuimmíne m. Colmáin Elténe m. Blaithmeic m. Áeda Indén m. Cathbad m. Labrada m. Imchada m. Cormaic m. Con Corb. | Ó Caollaidhe (Queally, O'Kealy o O'Kelly) | - | Baronia di Ballyadams, contea di Leix. East Kilkenny; e Ballykealey, Carlow. | Dál Cormaic Luisc                                     |
| Uí Labrada                                                        | Sinchell m. Cenannáin m. Macha mc Cruaich m. Dulge m. Imchada m. Brolaich m. Lugdach m. Labrada m. Imchada m. Corbmaic m. Con Corb | - | Cuthraighe (Ui Cormaic Laighen) | - | Dál Cormaic Luisc                                     |
| Uí Gabla                                                          | Sinchell m. Cenannáin m. Macha mc Cruaich m. Dulge m. Imchada m. Brolaich m. Lugdach m. Labrada m. Imchada m. Corbmaic m. Con Corb | - | Cuthraighe? (Ui Cormaic Laighen) | Baronia di North Salt a nord della contea di Kildare e Roíriu (oggi Mullaghreelion) alcune miglia a sud di Athy nella contea di Kildare del sud, rispettivamente | Dál Cormaic Luisc                                     |
| Dál Messin Corb (Ui Meisincorp)                                   | Mesin Corb mc Con Corbb | Ua Feghaile (O'Farrelly, Uí Garrchon) | - | Monti Wicklow a nord di Arklow nella contea di Wicklow. Originariamente, piani di Liffey. | Dál Cormaic Luisc                                     |
| Uí Garrchon                                                       | Domnall m. Fergaile m. Flaithnia m. Máel Kalland m. Gormáin m. Fáebuirdatha m. Dúngaili m. Cethernaig m. Fáeburdatha m. Dúngaile m. Cethernaig m. Fáebuirdatha m. Marcáin m. Cillíne m. Rónáin m. Sinill m. Conaill m. Con Chongalt m. Finnchada m. Garrchon m. Fothaid m. n-Echach Lámdeirg m. Mesin Corb mc Con Corbb.                                         | Ua Feghaile (O'Farrelly) | Ó Corra (CORR, CARRY, CARR), Ó Guaire (GORRY, GORY, GORE, GORRIE), Ó Lionnain (LENNON, LANNING, LEENAN, LENAN, LENANE, LENNANE) | Re di Fortuath Laigin a Bray, Wicklow. | Dál Messin Corb (Ui Meisincorp)                       |
| Dal Cairbre Aradh (Dál Coirpri Aradh) Cliach                      | Mál mac Arbhara...Flaithbertach m. Crunnmaíl m. Commáin m. Fínáin m. Fhaigir m. Eirníne m. Féicc m. Meic Ieir m. Gossa m. Fabrich m. Máil m. Ainmerech m. Fir Roith m. Muine m. Fir Neud m. Fir Lugdach m. Buain m. Argatibair m. Cairpre Cluichechair mc Con Corb & Eithne Sithbaicce ingen side Óengusa Múisc                                                  | - | Ó hIarlaith (HERLIHY, HARLEY, HURLEY), Ó Geibhennach (GIVNEY, COVENEY, GEANY, GEVENEY, GIBNEY, GUINAN, GUINEA, KEVENEY), Ó Cathalain (, Ó Cadhla (KEILY, KEALY, KEELY, KIELY), Ó Longaidh (LONG, LONGY), Mac Muirnigh (MURNEY, MORNIE, MORNEY), Mac Bearthagra (BERKERY BARAGRY, BARGARY, BARRAGRY, BERACHRY, BERKERRY) | Ara Chliach ad est della città di Limerick, o tra le baronie di Clanwilliam e Coonagh a nordest della contea di Limerick. | Dál Cairpre Cluichechair                              |
| Dal Cairbre Aradh Tíre                                            | Finnchaidh, figlio di Ferroith...Connaid m. Máeli Doburchon m. Lóchéne m. Demle m. Lommáin m. Cuirc m. Findchada m. h-Írchada m. Fir Roith m. Fir Nuad m. Buain m. Airgetbrain m. Cairpri Cluichechair m. Con Corb unum genus est & Dál Cairpri Arad Tíre. | Ó Riada (REIDY, REEDY, REDDY, READY -W. Tipp.), Ó Donnagain (DONEGAN, DONNEGAN, DONNEGANE, DOONICAN, DOONIGAN, DUNICAN, DUNNIGAN)             | Ó Murnain (MURNANE, MARRINANE, MARNANE, WARREN-W. Tipp.), Ó hAinmhireach (HANBERRY, HANNEBERRY, HANBURY, HAMERY, ANSBORO-W. Tipp.), Ó Bodhran (BURRANE, BORAN -W.Tipp), Ó Danchair (DANAHER, DANAGHER), Ó Dubh Dabharc (DURACK, DOORICK -W.Tipp Uaithne Tíre), Ó Loingsigh (LYNCH LYNCHY, LENCH,LENCHY) | Contea di Tipperary (Aradh Tíre si trovava a nord di Tipperary, con metà della baronia di Ara (e Owney) o la metà nod della baronia di Owney e Ara.) | Dál Cairpre Cluichechair                              |
| Dál Coirpri Cliach (Dál Coirpri Loingsic Beic)                    | Lughaidh Corb from,..Cairpre Cluichechair mc Con Corb & Eithne Sithbaicce ingen side Óengusa Múisc | - | - | Baronia di Idrone nella contea di Carlow (a Leinster). | Dál Cairpre Cluichechair                              |
| Dál Coirpri Loingsic                                              | Coirpri Musc il poeta, che ricevette le terre di Tír nAmhais da Aongus Musc. ...Lughaidh Corb da,..Cairpre Cluichechair mc Con Corb & Eithne Sithbaicce ingen side Óengusa Múisc | - | - | Munster | Dál Coirpri in Ara Cliach (Dál Coirpri Loingsic Beic) |
| Uí nEirc (Ui Maic Eirce)                                          | Tuthal figlio di Muirithe, figlio di Maoltuile, figlio di Cuan, figlio di Conall, figlio di Grilline, figlio di Maoltuile figlio di Cuan, figlio di Conall, figlio di Grilline, figlio di Mac Eirc (a quo Ui Maic Eirce), figlio di Ailill Cennfada, figlio di Erc, figlio di Cairbre eabha, figlio di Brian, figlio di Fiacha Fidhgheinte (a quo Ui Fidhgeinte) | Bruadar (BRODER, BRODERICK, BROTHERS) | Mac Braoin (BREEN, MacBREEN, BRUEN, BRUYN, BRYAN) | - | Osraighe                                              |
| Uí Duach                                                          | - | - | - | Airgetros a Maigib Raigne, Fassadinin, baronia di Idough, Kilkenny. | Osraighe                                              |
| Uí Berchon (Ui Bearrchon)                                         | Iachtchair, discendente di Óengus Osrithe | Ó Callaidhe (O'Kelly, O'Kealy, O'Coely) | - | Vecchia baronia di Ibercon, costituente la porzione nord della moderna baronia di Ida (O'Donovan), a sudest della contea di Kilkenny | Osraighe                                              |
| Ui Cruinn (Uí Crinn, Uí Grine)                                    | Iachtchair, discendente di Óengus Osrithe | Ó Callaidhe (O'Kelly, O'Kealy, O'Coely) | - | Baronia medievale di Igrin [moderna baronia di Ida], nel sudest della contea di Kilkenny | Dál Chormaic                                          |
| Ui Fairchelláin                                                   | - | Ua hÚrachán (O'Horahan) | - | Parrocchia di Offerlane, contea di Leix | Osraighe                                              |
| Ui Scelláin                                                       | Scellan, sesto discendente di Óengus Osrithe | Ó Sceallain (SCALLEN, SKALLEN, SKELLAN, SKELTON)                                                                                              | - | Hui Scellain era presso Sliabh Mairge, distretto delle montagne che si estendeva a Kilkenny da Carlow e dalla Queen's County, abbracciando Castlewarren, Johnswell e le colline di Kilmogar, a nord della baronia di Gowran                                                                           | Osraighe                                              |
| Tuath-an-Toraidh                                                  | - | Ua Dubhsláine (DELANEY,DELANE, DELANY, DULANE, DULANEY, O'Delany o O'Dulany                                                                   | - | Coill Uachtarach, baronia di Upper Woods, contea di Leix | Osraighe                                              |
| Úi Geintich                                                       | - | Ua Donnachadha (Dunphy, O'Donochowe, O'Dunaghy, O'Donoghue, Donohoe, Donagh)                                                                  | - | Ogenty [Ui-Geintigh, e Tir-Ua-nGentigh], baronia di Gowran, contea di Kilkenny. | Osraighe [Mag Máil]                                   |
| Fothairt in Chairn o Fothar Tíre                                  | Sétna, figlio di Artt Cerp, figlio di Cairbre Niad, figlio di Cormac Már, figlio di Óengus Mend, figlio di Eochaid Find Fuath n-Airtt, figlio di Feidhlimidh Reachtmhar, figlio di Tuathal Teachtmhar | Ó Lorcain (LARKIN, LARKAN, LARKEN, LARCOM, LARKING, LERKIN,)                                                                                  | - | Baronia di Forth, contea di Wexford | Fotharta                                              |
| Fothairt Feadh o Fotharta Osnadhaigh                              | Dub Indrecht m. Fergusa m. Moínaig m. Fínáin m. Rónáin m. Echach m. Báeth m. Nannida m. Féicc m. Ier m. Cathbath m. Adnaich (a quo Fothairt) m. Airt Chirp m. m. Coirpri Niad, discendente da Cormac Már m. Óengusa Mind m. Eochaid Find Fuath n-Airtt m. Feidelmid Rechtada m. Thuathail Techtmair                                                              | Ó Nuallain (NOLAN, KNOWLAN- Laeghis) | Ó Bolguidhir (BOLGER, BULGER), Ó Cobthach (COFFEY, COFFEE, COFFIE), Ó Luinin (Lineen) | Baronia di Forth, contea di Carlow | Fotharta                                              |
| Beann Traidhe                                                     | Cillíne m. Dochartaich m. Eóin m. Feromuin m. Aildíne m. Oirenn m. Mágach m. Cellaich Croto m. Nechta m. Lugna m. Inomuin m. Benta a quo Bentraige nominantur nó Benta filius Conchobuir m. Nessa ut alii dicunt m. Máil m. Formáil m. Sírnae m. Forich m. Rochada m. Clothnai m. Coirbb m. Sethrann m. Loga m. Cethnenn                                         | Ó Coigligh (O'Coskry, COGLEY, KEGLEY) Clann Cosgraigh (O'Coskry, Cosgry, Coskerry, Cosgrave)                                                  | Ó Beice (BECK, BEAKY, BAKEY), Ó Bogaigh (BUGGY BUGGEY, BOGGY), Ó Cluainaigh (CLOONEY, CLONEY) | - | Cruithin                                              |
| Laeghis                                                           | Fachtna m. Milige a quo Baccán m. Brain m. Eircc h-Ubulchind m. Feidelmid mc Findchada m. Fiachach Uanchind m. Dáire m. Rossa m. Ogomain m. Fergusa Múlcheist m. Fachtna m. Milige m. Intait m. Lugdach Loíchsi m. Conaill Cernaich | Ó Mordha (O'MORE, MOORE) | Mac Gaethin (GAHAN, MacGEEHAN, MAGEEHAN), Mac Ceadach (KEADY, KEADIE, KEDDY, KEEDIE, KEEDY, MACKEADY), Ó Leathlobhar (LALOR, LAWLOR), Ó hArraghain (HARRIGAN, HARAGHAN, HARAHAN), Ó Liathain, Mac Laoidhigh (LEE, MacLEA, MacLEE), Ó Suaird (SWORDS SORD, SOURDES, SUARD), Ó Broithe (BROPHY, BROFIE), Ó Casain (CASHIN, KISSANE), Ó Deoradhain (DORAN, DORRIAN), Ó Dunlaing (DOWLING), Ó Duibhgainn (Deegan) | Contea di Laois | Laeghis                                               |
| Cinel Crimthann                                                   | - | Ó Duibh (DUFF, DUFFY) | Ó Dubhuidhe (Deevy or Devoy), Ó hIndreadhain (HOURIHAN) | Ballyduff, Stradbally, contea di Laois. Signore di Creamhthainn (attuale Maryborough) | Laeghis                                               |
| Ui Mic Uais Breagh o Muintir Fhiodhbhuide                         | - | Mac Fhiodh bhuidhe (McEvoy) | Ó hIffernain (HEFFERNAN, HIFFERNANE) | Mountrath, contea di Laois | Laeghis                                               |
| Ui Meith Macha o Ui-Meith Tire                                    | Imar m. Muircertaich m. Duibdarac m. Scannlain m. Indrachtaich m. Gairbid m. Ainbeith m. Mailbrigti m. Duibinnracht m. Taidg m. Innreachtaich m. Muiredaich m. Mailimuchair m. Scannlain m. Fingin m. Aedha m. Fiachrach m. Fiachrach m. Eogain m. Briuin m. Muiredaic Meith (a quo H. Meith) m. Imcadha m. Colla Da Crich m. Eachach Doimlen.                   | Ó hInnreachtaigh (O'Hanratty) | Ó hAinfeith (HANVEY, HANNAY, HANNEY), Ó Mael Brigdhe (MULREADY, MULBREEDY, MULBRIDE, MULREEDY, MURREADY, MULREDDY), Ó Gairbith (GARVEY), Ó hUarghuis (HORISH,HORISKY, HOURISKEY, WHORISKEY, WATERS, CALDWELL), Ó Beice (BECK, BEAKY, BAKEY), Ó Mearain (MARRON MARRAN, MARRANE, MARREN, MEARN), Ó Smollain (SMOLLEN,SMULLEN) | Baronia di Monaghan, nella contea di Monaghan | Síl Colla Focrích                                     |
| Fernmag o Fer Fernmaighe [Farney]                                 | Lethlobor m. Fogartaig m. Muiredaig m. Laidgnen m. Fogartaig m. Donnacain m. Fogartaig m. Ruadrach m. Mailfothardaig m. Arthraich m. Aithechda m. Mailduib m. Mailfothardaig m. Cronain m. Fergusa m. Nadsluaig m. Daim argait m. Echach m. Cremthaind Leith m. Feicc m. Dega Duirn m. Rochatha m. Colla Fochrich m. Echdach Doimlen.                            | Ó Ciaráin (O'Kieran) | Uí Chríochain (O'Creehan, CREHAN, CREIGHTON, CRICHTON, Uí Lorcáin, Mac Cuilinn (MacQUILLAN), Ó Donnagan (DONEGAN, DONNEGAN, DONNEGANE), Ó Merligh (MARLEY, MARLIE), Ó Daimhin (DEVINE, DEVANE, DEVIN), Ó Dubhruis (DOORISH, DORISH, DORIS, DOURISH), Ó Feadagain (FEDEGAN FADDIGAN, FEDDIGAN), Ó Callada (KELLEDY KALLADIE, KEELEDIE, KELEEDY), Ó Leanain (Leynan), Ó Luain (ÓLOAN, LOON, LUAN, LAMB), Ó Maoilfhinn (MALINN MALLIN, MALYNN, MILLYNN, MULLIN), Ó Marcaigh (MARKEY MARKAY, RIDER, RYDER), Mac Uaid (MacQUAID MacQUADE), Ó Reannachain (RENEHAN RENAGHAN, RENIGHANE, RONAGHAN), Mac Ruari (RORY MacGRORY, MacRURY), Mac Sceachain (SKEHAN SKEEHAN, THORNTON), Mac Soilligh (SOLLY, SOLLEY, SOLEY, SULLY), Ó Tuathail (Toal), Ó Tomaltach (TUMELTY, TOMALTY), Mac Cuairt (MacCOURT, COURTNEY), Mac Raghiallaigh (CRILLY, CROLY, CROLLY) | Baronia di Farney, nella contea di Monaghan. | Cenél Rochada, Síl Colla Focrích                      |
| Clann Lugainn                                                     | Lugain, figlio di Irgalach, figlio di Eignich, figlio di Cormac, figlio di Fergus, figlio di Aed, figlio di Cormac, figlio di Cairpre Dam Argait. Daim Argait (Corpri) figlio di Echach figlio di Cremthaind Leith figlio di Feicc figlio di Dega Duirn figlio di Rochatha figlio di Colla Fochríth                                                              | Mag Uidhir (MAGUIRE, McGUIRE, GUIRE, GUIREY, QUIREY) Meicc h-Uidir                                                                            | Ó hEgneach (HEANY, BIRD, HEENY, HEGNEY, HIGNY), Ó Dubhdhara (DARRAGH, DARRA, DARROUGH, OAKS), Mac Maghnuis (McManus), Mac Gafraidh (MacCaffrey, Godfrey), Mac Gothraidh (MacCORRY MacGORRY, GODFREY, GOHERY, GOFFREY), MacAmhlaimh (MacAuley), Mac Asidha (Cassidy), Mac Gilla Uidhir (MacALEAR, MacELEER), Mac Carmaic (MacCORMACK), Mac Aodh (MacGEE, GEE, MAGEE), Mac Ailghile (LILLY CALILLY, LELY, LILLIE, MacALILLY, MacALYLY), Mac Lochlainn (LOUGHLIN MacLACHLAN), MacMurchadha (MacMORROW, Morrow, Murrow -Clann Aodh), Mac Giolla Iosa (MacALEESE GILEECE, MacLEECE), Mac Con Uladh (MacANALLY, COWLEY, CULLOO), Mac Braoin (BREEN, MacBREEN) | Contea di Fermanagh | Síl Daim Argait (Uí Cremthainn)                       |
| Muintir Pheodachain (o Muintir Feodachain)                        | Cormac, figlio di Cairpre Dam Argait | Mac Giolla Finnein (MacALINION, GILLEEN, GLENDON, LEONARD)                                                                                    | - | - | Síl Daim Argait (Uí Cremthainn)                       |
| Muintir Caeman                                                    | Cormac, figlio di Cairpre Dam Argait | - | - | - | Síl Daim Argait (Uí Cremthainn)                       |
| Clann Fergaile                                                    | Cormac, figlio di Cairpre Dam Argait | Ó Baoigheallain (BOYLAN, BOYLAND) | Mac Giolla Coisgle (CUSKELLY, CUSKLEY, CUSKERY, MacCUSHELY, QUISKELLY, QUOSKLY) | - | Síl Daim Argait (Uí Cremthainn)                       |
| Sil nDaimine                                                      | Daimíne, figlio di Cairpre Dam Argait, figlio di Eocho, figlio di Crimthann Lethan, figlio di Fiacc, figlio di Daig Duirn, figlio di Rochaid, figlio di Colla Fochríth (da-Chrioch). | O'Maolruanaidh (Mulrooney) | - | Contea di Fermanagh | Síl Daim Argait (Uí Cremthainn)                       |
| Sil Síl Tuathail an Tuaiscirt o Fir Leamhna                       | Tuathal, figlio di Daimíne (a quo Síl Daimini), figlio di Cairpre Damargait, figlio di Echach, figlio di Crimthann, figlio di Fiacc, figlio di Daig Duirn, figlio di Rochaid, figlio di Colla Fochríth | Ó Caomhain | - | Clogher (Clochar mac nDaimin) nell'attuale contea di Tyrone | Síl Daim Argait (Uí Cremthainn)                       |
| Clan Ceallaigh                                                    | Daimine, figlio di Cairpre Dam Argait | Mac Domhnaill (MacDONNELL) | Ó Flanagain (Flanagan) | Signore di Clankelly, Lisnaskea, Fermanagh | Síl Daim Argait (Uí Cremthainn)                       |
| Clan Nadsluaigh                                                   | Nadsluaigh, figlio di Cairpre Dam Argait, figlio di Eocho, figlio di Crimthann Lethan, figlio di Fiacc, figlio di Daig Duirn, figlio di Rochaid, figlio di Colla Fochríth (da-Chrioch) | Mac Mathghamna (MacMAHON, MacMAHAN, MAGHAN)                                                                                                   | Mac Íomhar (MacGiver, KEEVER MacKEEVER, MACEVER, MACKEVER, KEVER), Mac Ardghail (MacARDLE, ARDALL, MacCARDLE, CARDWELL), Mac Bradaigh (Brady), Ó Cearbhail (CARROLL, CAROOL), Mac Pilib (MacPHILLIPS) | Clones, conte di Monaghan | Síl Daim Argait                                       |
| Uí Briúin Archaille                                               | Brian figlio di Daig Duirn figlio di Rochaid figlio di Colla Fochríth | Ua Tuamain | - | Baronia di Dungannon, contea di Tyrone, attuale lato occidentale di Lough Neagh. | Síl Daim Argait (Uí Cremthainn)                       |
| Uí Labrada                                                        | - | - | - | Contea di Fermanagh | Cenél Rochada                                         |
| Dál n-Oaich                                                       | Crimthann Oach, figlio di Fiacc, figlio di Daig Duirn, figlio di Rochaid, figlio di Colla Fochríth | - | - | Contea di Fermanagh | Cenél Rochada                                         |
| Uí Meic Brócc                                                     | Echdach Amainsen, figlio di Crimthann, figlio di Fiacc, figlio di Daig Duirn, figlio di Rochaid, figlio di Colla Fochríth | - | - | Contea di Fermanagh | Cenél Rochada                                         |
| Úa Bresail Airthir [Orior]                                        | Buachalla m. Conchobuir Corraig m. Máel Dúin m. Fíngin m. Rónáin m. Tuathail m. Ailella m. Conaill m. Féicc m. Bressail m. Feidelmid m. Fiachrach Cassáin m. Collai Fochríth | Ó Céalecháin (KEALAGHAN, KEALAHAN, KEELAGHAN)                                                                                                 | Ó Cernachain (KERNAGHAN, KEARNAGHAN), Ó Madadhain (Madigan), Ó Tréinfhir (TRAINOR TRAINER, TRAYNER), Mac Acadain (MacCADDEN, CADIGAN, MacADAM, MacADAN), Ó Caisile (CASSILY CASHEL, CASLEY, CASSELL, CASSELY, CUSHLEY), Ó Dalachain (DULLAHAN, DALLAGHAN, DALLAHAN, DALLAN, DOLOGHAN) | Armagh settentrionale | Airthir                                               |
| Uí Echdach o Ui Eachach Orior                                     | Murcad m. Ruaidri m. Muiredaich m. Ailella m. Cumascaigh m. Echadon m. Ruadacan m. Cellaich m. Ruadrach m. Conmaeil m. Airmedaich m. Feradaich m. Amalga m. Aililla m. Echach m. Feidlimthe m. Fiachrach m. Colla Da Crich | Ó Ruadhacain (ROGAN, REDEGAN, ROHAGAN, ROOGAN, RODAGHAN)                                                                                      | Ó Domhnaill (DONNELL), Mag Labhradha (GLORY, GLORNEY, MAGLORY, MacGLORY, MacLAVERY, LAVERY, MacLOWRY), Ó hAileagain (HALLAHAN, HALLIGAN, HOLLEGANE, HOLLIGAN) | Armagh settentrionale | Airthir                                               |
| Uí Nialláin (Clan Cernaich)                                       | Nialláin m. Féicc m. Feidelmid m. Fiachrach Cassáin m. Collai Fochríth | Ua hAnluain (O'Hanlon) | ÓLorcain (LARKIN, LORKING, LORCAN, LORCAYNE, LURKAN, LURKAYNE), Ó hUidhrin (Herane), Ó hAedhagain (HEGAN EAKIN, EAKEN,HAGAN), Ó Muanain (MOYNAN MONAN, MONANE, MONAYNE, MONYNE, MOONAN, MOYNE), Mac Riabhaigh (MacREEVY MacCREVEY, MacGREEVEY), Mac an tSionnaigh (TINNEY, MacASHEENY, MacATINNEY, ÓTINNEY, TINNY), Mac Gilla Fhiondain (MacALINDON), Ó Cearnaigh (CARNEY, CARNY), Mac Concaille (MacCONKEEL, MacENHILL, WOODS), Ó Foirredh (FUREY, FURY), Ó hEoir (HAIRE HAIR, HARE) | Le baronie di Oneilland East e West nella moderna contea di Armagh. | Airthir                                               |
| Uí Dorrthainn (alias Ui Dorthinn, Dorthaind, Dorethainn, Tortain) | Dorthon, figlio di Fiacc, figlio di Feideilmid, figlio di Fiachra Cassán, figlio di Colla Fochríth | Maelan Gae Mor | O'Maelan (MULLAN, MULLEN, MULLIN) | Brechmag, contratto presso Ardbraccan, 2 miglia ad ovest di Navan, contea di Meath | Airthir                                               |
| Uí Tréna                                                          | Trian figlio di Feidhlimidh, figlio di Fiachra Cassan, figlio di Colla Da Crich | - | - | Contea di Armagh | Síl Fiachra Cassán                                    |
| Uí Eochada                                                        | Fiachra Cassan, figlio di Colla Da Crich | - | - | Contea di Armagh | Síl Fiachra Cassán                                    |
| Uí Cruind                                                         | Fiachra Cassan, figlio di Colla Da Crich | - | - | Contea di Armagh | Síl Fiachra Cassán                                    |
| Uí Maic Caírthinn alias Cenél Meic Cárthind                       | Cairthand (a quo H. Mc. Carthaind), figlio di Eichin, figlio di Bec (ri Airgiall) m. Cuanach m. mc. Dairi mc. Feidhlimidh mc. Echin mc. Fiacrach Tort mc. Echach mc. Colla Uais | Ó Cochlainn (COLGAN) | Ó Conghaile (Connell),Ó Cein (KEENE, KEEN, KAIN, KANE), Mac Giolla Michill (MacMEEL MacGILMIHILL, MacGILMICHILL, MITCHELL) | Lough Foyle, Tirkeeran, contea di Londonderry | Uí Meic Uais, Síl Colla Uais                          |
| Uí Fiachrach Arda Srátha                                          | Crichain m. Cathasaich m. Mailcothaig m. Guairi m. Forannan m. Ainmerech m. Cormaic m. Dochairtaig m. Fiachach m. Eirc m. Eachach m. Colla Oss | Ó Críochain (O'Crehan o Creighton) | Ó hAedha (ÓHea) | Ardstraw, Tyrone | Uí Meic Uais, Síl Colla Uais                          |
| Uí Tuirtre                                                        | Floind (otait Ui Loind) m. Muiredaig m. Indrachtaigh m. Reachtabrat m. Mailcraibhi m. Mailfotartaigh m. Suibni m. Furodran m. Bece m. Cuanach m. Dairi m. Feidhlimthe m. Fechin m. Fiacrach Tuirtri m. Eachach m. Colla Uais | Mac Fhloinn (O'Flynn o O'Lynn) | Ó Foirbhithe (FURPHY, FURFIE, FURPHEY, FURVEY), Ó hUid (HOOD HOUD, HUDE, MacHOOD, MAHOOD, ÓHOUD), Ó Maelruanaidh (MULROONEY, MULRONEY, MURRONY), Ó Domhnaillain (DONNELLAN, DONELAN) | Parte occidentale di Lough Neagh (nella moderna contea di Tyrone), oltre alla parte occidentale di Lough nella moderna baronia di Loughinsholin, contea di Londonderry | Uí Meic Uais, Síl Colla Uais                          |
| Uí Mac Uais Mide                                                  | Colla Uais | Ua Comhraidhe (O'Curry) | - | Baronia di Moygoish, contea di Westmeath | Uí Meic Uais, Síl Colla Uais                          |
| Uí Mac Uais Breg                                                  | Colla Uais | ÓhInnascaigh (Ennis) | Ó Minnegain (MINNEGAN, MINNICAN), Ó Cormaidhe (CORMIE CORMY, CORMEY, COOMIE, CUMEY), Ó Dubheoin (DEVINE, DEVANE, DEVIN) | Baronie di Upper Kells/Lower Navan, contea di Meath | Uí Meic Uais, Síl Colla Uais                          |
| Cenel mBecce                                                      | Suibni (a quo Cenel mBece) mc. Mailodrain mc. Suibne mc. Bec mc. Cuanach mc. Dairi mc. Feidhlimidh mc. Echin mc. Fiacrach Tort mc. Echach mc. Colla Uais | - | - | - | Síl Colla Uais                                        |
| Uí Dáire                                                          | - | - | - | - | Síl Colla Uais                                        |
| Uí Cormaic                                                        | - | - | - | - | Síl Colla Uais                                        |
| Mac Murchadha                                                     | Murcha o Murchadha | MacMurchadha (MacMorough, MacMorrow, Morrow, Moroghoe)                                                                                        | MacMurcha, MacMurchadha, Ó Murchadha (MORROW, MURROW, MacMORROW, MOROGHOE, MOROGHOW, MORROWSON, MURPHY, MacMURRAY, MacMORAY) | Ulster, Leinster e Scozia | Uí Ceinnselaig                                        |
| Mac Dhuibhinse                                                    | - | - | - | Dublino, Limerick | -                                                     |
| Mac Craith (McGrath)                                              | Echthighern (fratello di Brian Boru) | Dan McGrath | Thomond | Munster | -                                                     |